# Dami Im
Dami Im (kor. 임다미; ur. 17 października 1988 w Seulu) – koreańsko-australijska piosenkarka i autorka piosenek.

## Życiorys
Urodziła się 17 października 1988 w Korei Południowej. W wieku dziewięciu lat wyemigrowała z rodziną do Australii.
Działalność muzyczną zaczynała w chórze gospel, występując podczas chrześcijańskich obozów młodzieżowych. W 2010 wydała debiutancki album studyjny pt. Dream, który nagrała w celu zebrania funduszy na wsparcie przedsięwzięć kościelnych. W 2011 wydała reedycję płyty, wzbogacona o dwa premierowe utwory w języku angielskim, jak również świąteczny minialbum pt. Snow & Carol, na którym umieściła siedem okolicznościowych kompozycji. W 2012 wydała druga epkę pt. Intimacy.

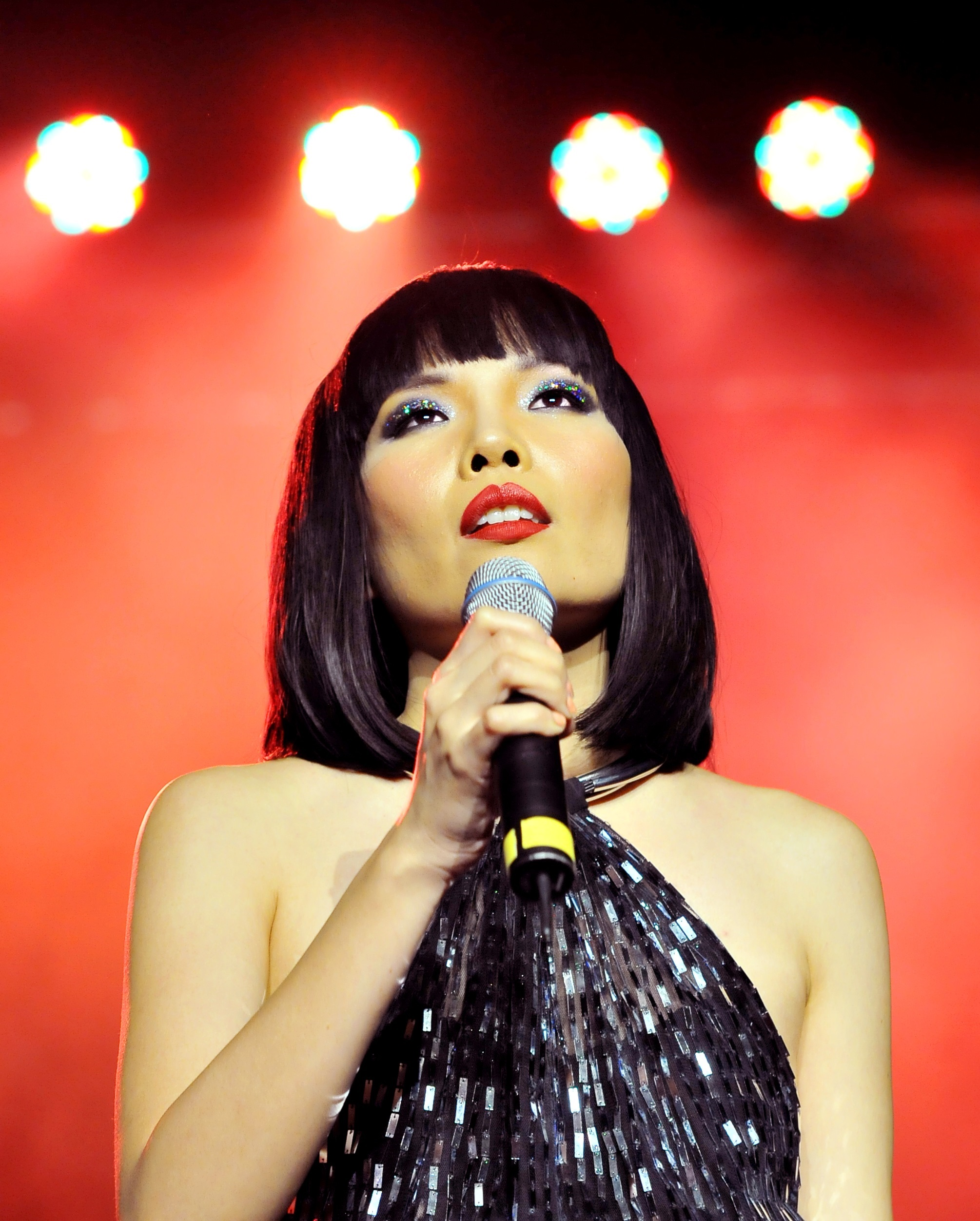
Im na trasie koncertowej The X Factor Live Tour (2013)

W 2013 zwyciężyła w finale piątej edycji australijskiej wersji programu The X Factor, a w nagrodę otrzymała kontrakt płytowy z wytwórnią Sony Music. Z wykonanym premierowo w finale The X Factor zaśpiewała singel „Alive”, z którym zadebiutowała na pierwszym miejscu na australijskiej liście sprzedaży i zdobyła certyfikat platynowej płyty, rozchodząc się w ponad 70 tys. kopii w Australii. Pod koniec roku wydała drugi album studyjny, zatytułowny po prostu Dami Im, z którym dotarła do pierwszego miejsca na liście sprzedaży w Australii, stając się tym samym pierwszą uczestniczką australijskiego X Factora, która tego dokonała. Wydawnictwo uzyskało ponadto status platynowej płyty, przekraczając próg 70 tys. sprzedanych egzemplarzy w Australii. W międzyczasie wzięła udział w trasie koncertowej The X Factor Live Tour wraz z innymi finalistami programu. Pod koniec grudnia została ambasadorką organizacji charytatywnej Compassion Australia, działającej na rzecz dzieci.
W styczniu 2014 została ogłoszona twarzą nowej kolekcji projektantki mody Alannah Hill na sezon jesień/zima 2014. W tym samym czasie swoją premierę miał cover piosenki „I Am Australian”, który wokalistka nagrała wspólnie z Jessicą Mauboy, Justice Crew, Nathanielem Willemse, Samanthą Jade i Taylorem Hendersonem z okazji Dnia Australii, obchodzonego jako święto państwowe. Utwór był notowany na 51. pozycji na australijskiej liście sprzedaży. Na początku marca wydała singel „Jolene (Acoustic)”, będący coverem utworu „Jolene” z repertuaru Dolly Parton. W maju wydała singiel „Super Love”, który dotarł do 11. miejsca na australijskiej liście sprzedaży i otrzymał platynowy certyfikat, sprzedając się w Australii w nakładzie przekraczającym 70 tys. kopii. Miesiąc później została ambasadorką gry wideo Tomodachi Life, wyprodukowanej przez Nintendo. W sierpniu wydała singiel „Gladiator”, z którym dotarł na 11. miejsce australijskiej listy przebojów i uzyskała status złotej płyty, przekraczając próg 35 tys. sprzedanych kopii. W połowie października wydała trzeci album studyjny pt. Heart Beats, z którym dotarła do 7. miejsca listy najlepiej sprzedających się płyt w Australii. Pod koniec roku wystąpiła jako support przed koncertami Johna Legenda w Australii, które odbyły się w ramach jego trasy koncertowej All of Me Tour. W maju 2015 wydała singiel „Smile”, notowany na 48. miejscu na australijskiej liście sprzedaży.

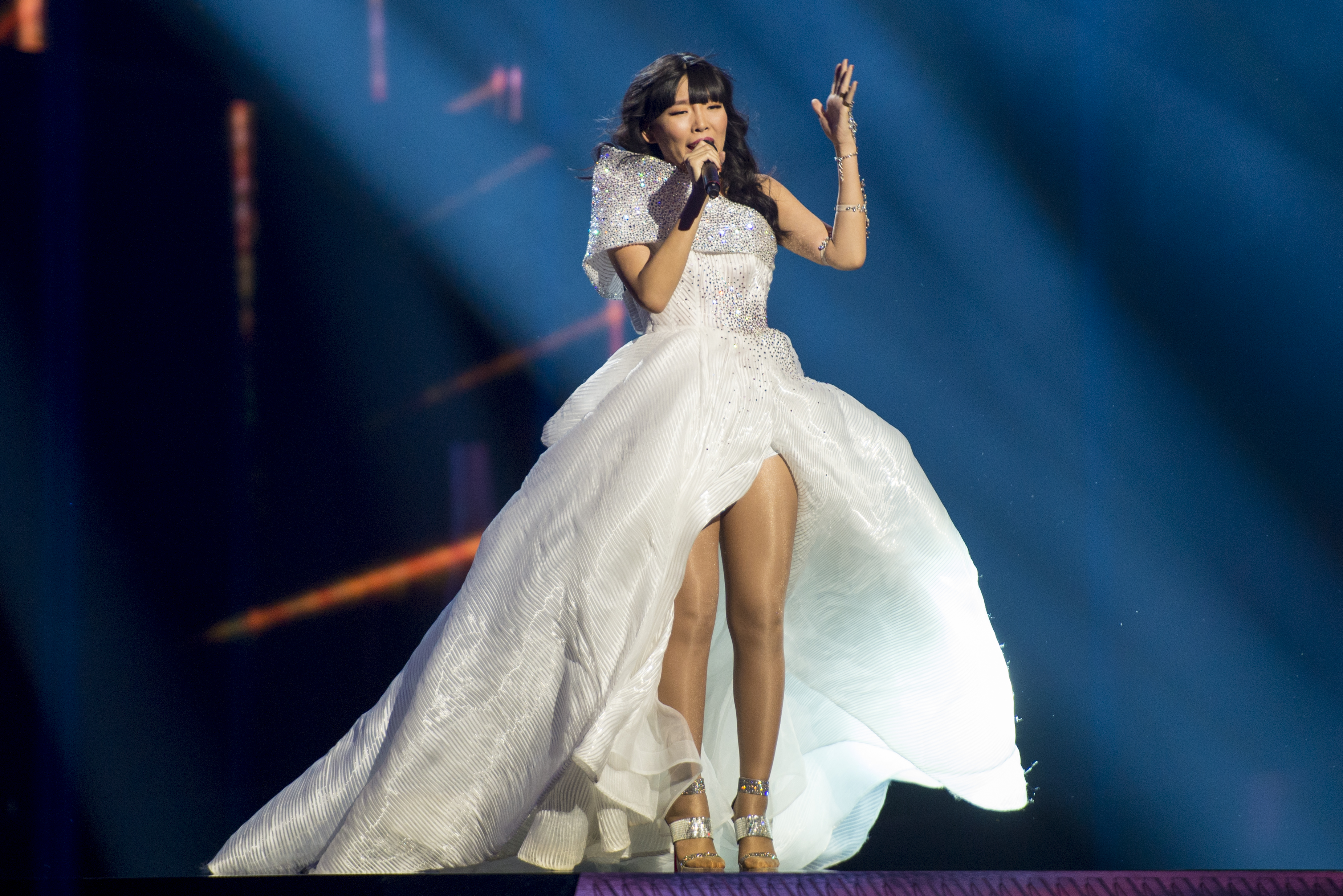
Im podczas 61. Konkursu Piosenki Eurowizji (2016)

22 kwietnia 2016 wydała czwarty album studyjny pt. Classic Carpenters, na której znalazły się interpretacje największych przebojów duetu The Carpenters. Płyta była notowana na 3. miejscu na australijskiej liście sprzedaży. 14 maja 2016 reprezentowała Australię z utworem „Sound of Silence” w finale 61. Konkursu Piosenki Eurowizji w Sztokholmie, w którym zajęła drugie miejsce, przy czym uplasowała się na pierwszym miejscu w głosowaniu jurorów i na czwartym miejscu u telewidzów. Po finale konkursu singiel „Sound of Silence” dotarł do piątego miejsca na liście najlepiej sprzedających się utworów w Australii i uzyskał status platynowej płyty, rozchodząc się w ponad 70 tysiącach kopii. Piosenka trafiła również na zagraniczne listy sprzedaży m.in. w Szwecji, Belgii, Austrii, Niemczech, Francji czy Szwajcarii. Singel otrzymał ponadto złotą płytę w Szwecji za sprzedaż w nakładzie przekraczającym 20 tys. kopii.
W 2020 uczestniczyła w 17. edycji programu rozrywkowego Dancing with the Stars, wystąpiła w projekcie Eurovision Home Concerts i nagrała utwór „Walk with Me” w duecie z Månsem Zelmerlöwem. Jesienią 2023 zwyciężyła w finale piątej edycji programu The Masked Singer.

## Życie prywatne
Jest protestantką. We wrześniu 2012 wzięła ślub z Noah Kimem, byłym południowokoreańskim wojskowym.

## Dyskografia
Albumy studyjne
| Rok                                                     | Dane dot. albumu                                                                                               | Najwyższe pozycje na liście | Certyfikat             | Sprzedaż       |
| Rok                                                     | Dane dot. albumu                                                                                               | AUS                         | Certyfikat             | Sprzedaż       |
| ------------------------------------------------------- | --- | --------------------------- | ---------------------- | -------------- |
| 2010                                                    | Dream - Wydany: 2010 - Wytwórnia: 씨씨엠허브 - Format: CD, digital download                                    | –                           |                        |                |
| 2013                                                    | Dami Im - Wydany: 15 listopada 2013 - Wytwórnia: Sony Music Australia - Format: CD, digital download           | 1                           | - AUS: platynowa płyta | - AUS: 78 000+ |
| 2014                                                    | Heart Beats - Wydany: 14 października 2014 - Wytwórnia: Sony Music Australia - Format: CD, digital download    | 7                           |                        |                |
| 2016                                                    | Classic Carpenters - Wydany: 22 kwietnia 2016 - Wytwórnia: Sony Music Australia - Format: CD, digital download | 3                           | - AUS: złota płyta     | - AUS: 35 000+ |
| 2018                                                    | I Hear a Song - Wydany: 23 marca 2018 - Wytwórnia: Sony Music Australia - Format: CD, digital download         | 3                           |                        |                |
| „–” oznacza, że album nie był notowany na danej liście. | |                             |                        |                |

Minialbumy (EP)
| Rok  | Dane dot. albumu                                                                                             |
| ---- | --- |
| 2011 | Snow & Carol - Wydany: 5 grudnia 2011 - Wytwórnia: 씨씨엠허브 - Format: CD, digital download                 |
| 2012 | Intimacy - Wydany: 9 lipca 2012 - Wytwórnia: 씨씨엠허브 - Format: digital download                           |
| 2019 | Live Sessions EP - Wydany: 11 stycznia 2019 - Wytwórnia: Sony Music Australia - Format: CD, digital download |

Single
| Rok                                                      | Tytuł | Najwyższe pozycje na listach | Najwyższe pozycje na listach | Najwyższe pozycje na listach | Najwyższe pozycje na listach | Najwyższe pozycje na listach | Najwyższe pozycje na listach | Najwyższe pozycje na listach | Najwyższe pozycje na listach | Certyfikat                  | Sprzedaż                      | Album       |
| Rok                                                      | Tytuł | AUS                          | AUT                          | BEL                          | FRA                          | GER                          | NL                           | SWE                          | SWI                          | Certyfikat                  | Sprzedaż                      | Album       |
| -------------------------------------------------------- | --- | ---------------------------- | ---------------------------- | ---------------------------- | ---------------------------- | ---------------------------- | ---------------------------- | ---------------------------- | ---------------------------- | --------------------------- | ----------------------------- | ----------- |
| 2013                                                     | „Alive” | 1                            | –                            | –                            | –                            | –                            | –                            | –                            | –                            | - AUS: platyna              | - AUS: 70 000+                | Dami Im     |
| 2014                                                     | „I Am Australian” (oraz Jessica Mauboy, Justice Crew, Nathaniel Willemse, Samantha Jade i Taylor Henderson) | 51                           | –                            | –                            | –                            | –                            | –                            | –                            | –                            |                             |                               | –           |
| 2014                                                     | „Jolene (Acoustic)”                                                                                         | –                            | –                            | –                            | –                            | –                            | –                            | –                            | –                            |                             |                               | –           |
| 2014                                                     | „Super Love”                                                                                                | 11                           | –                            | –                            | –                            | –                            | –                            | –                            | –                            | - AUS: platyna              | - AUS: 70 000+                | Heart Beats |
| 2014                                                     | „Gladiator”                                                                                                 | 11                           | –                            | –                            | –                            | –                            | –                            | –                            | –                            | - AUS: złoto                | - AUS: 35 000+                | Heart Beats |
| 2014                                                     | „Living Dangerously”                                                                                        | –                            | –                            | –                            | –                            | –                            | –                            | –                            | –                            |                             |                               | Heart Beats |
| 2015                                                     | „Smile” | 48                           | –                            | –                            | –                            | –                            | –                            | –                            | –                            |                             |                               | –           |
| 2016                                                     | „Sound of Silence”                                                                                          | 5                            | 39                           | 10                           | 69                           | 57                           | 100                          | 17                           | 55                           | - AUS: platyna - SWE: złoto | - AUS: 70 000+ - SWE: 20 000+ | –           |
| 2016                                                     | „Fighting for Love”                                                                                         | 64                           | –                            | –                            | –                            | –                            | –                            | –                            | –                            |                             |                               | –           |
| 2017                                                     | „Hold Me in Your Arms” (oraz Jack Jones)                                                                    | –                            | –                            | –                            | –                            | –                            | –                            | –                            | –                            |                             |                               | –           |
| 2019                                                     | „Crying Underwater”                                                                                         | –                            | –                            | –                            | –                            | –                            | –                            | –                            | –                            |                             |                               | –           |
| 2020                                                     | „Walk with Me” (oraz Måns Zelmerlöw)                                                                        | –                            | –                            | –                            | –                            | –                            | –                            | –                            | –                            |                             |                               | –           |
| 2020                                                     | „Marching On”                                                                                               | –                            | –                            | –                            | –                            | –                            | –                            | –                            | –                            |                             |                               | –           |
| „–” oznacza, że singel nie był notowany na danej liście. | |                              |                              |                              |                              |                              |                              |                              |                              |                             |                               |             |

## Nagrody i nominacje
| Rok  | Nagroda                                   | Kategoria                            | Rezultat  |
| ---- | ----------------------------------------- | ------------------------------------ | --------- |
| 2013 | Poprepublic.tv Awards                     | Przełom roku                         | Nominacja |
| 2013 | Poprepublic.tv Awards                     | Ulubiony album roku (Dami Im)        | Nominacja |
| 2014 | ARIA No. 1 Chart Awards                   | Album numer 1 (Dami Im)              | Wygrana   |
| 2014 | ARIA No. 1 Chart Awards                   | Singel numer 1 („Alive”)             | Wygrana   |
| 2014 | World Music Awards                        | Najlepsza artystka                   | Nominacja |
| 2014 | World Music Awards                        | Najlepszy wykonawca na żywo          | Nominacja |
| 2014 | World Music Awards                        | Najlepszy piosenkarz roku            | Nominacja |
| 2014 | World Music Awards                        | Najlepsza piosenka („Alive”)         | Nominacja |
| 2014 | Cosmopolitan Fun, Fearless, Female Awards | Zabawna, nieustraszona, kobieta roku | Wygrana   |
| 2014 | Cosmopolitan Fun, Fearless, Female Awards | Piosenkarka                          | Wygrana   |
| 2014 | Channel [V] Awards                        | [V] Oz artystka roku                 | Nominacja |